# René Cassin
René Samuel Cassin (ur. 5 października 1887 w Bajonnie, zm. 20 lutego 1976 w Paryżu) – francuski polityk i prawnik, specjalista prawa międzynarodowego, laureat Pokojowej Nagrody Nobla.
W latach 1920–1929 był profesorem uniwersytetu w Lille, od 1929 w Paryżu. Wykładał także międzynarodowe prawo cywilne i prawo finansowe w Akademii Prawa Międzynarodowego w Hadze oraz na uniwersytecie w Genewie; w latach 1944–1960 wiceprzewodniczący Rady Państwa.
W 1944 był współtwórcą UNESCO; przedstawiciel Francji w Komisji Praw Człowieka ONZ, w latach 1946–1958 przewodniczący tej komisji, główny autor Powszechnej deklaracji praw człowieka (przyjętej przez Zgromadzenie Ogólne NZ 10 grudnia 1948). Działalność w dziedzinie ochrony praw człowieka przyniosła mu Pokojową Nagrodę Nobla w 1968; został także wyróżniony Nagrodą Praw Człowieka ONZ.
Od 1959 był członkiem, a w latach 1965–1968 prezesem Europejskiego Trybunału Praw Człowieka w Strasburgu.
Opublikował m.in.:
- Le Domicile dans le conflit des lois (1930)
- La Declaration universelle et la mise en oeuvre des Droits de l’Homme (1951)